# Stèle en hommage aux victimes de l'OAS
La stèle en hommage aux victimes de l'OAS est un mémorial commémorant les victimes de l'Organisation de l'armée secrète (OAS), installé au cimetière du Père-Lachaise, à Paris en France.

## Historique
Portée depuis 2007 par l'association nationale pour la protection de la mémoire des victimes de l'OAS dite « Anpromevo », le Conseil municipal de Paris a adopté à l'unanimité l'apposition d'une stèle en hommage aux victimes de l'OAS dans le cimetière du Père-Lachaise. L'OAS est une organisation  politico-militaire clandestine française, créée le 11 février 1961 pour la défense de la présence française en Algérie par tous les moyens, y compris le terrorisme à grande échelle. En dix-huit mois, le nombre de personnes assassinées par l'OAS est estimé entre 1600 et 2200 personnes,,,,. Lors des débats, l'adjointe à la Maire de Paris Catherine Vieu-Charier a rappelé qu'il s'agit du premier monument en France rendant hommage aux victimes de l'OAS. 
Symboliquement le vote s'est déroulé le 8 février 2011, jour anniversaire de la manifestation du 8 février 1962 pour dénoncer les agissements de l'OAS et la guerre d'Algérie. Le préfet de l'époque, Maurice Papon, avait donné l'ordre de réprimer la manifestation et 9 manifestants, avaient trouvé la mort en tentant de se réfugier dans la station de métro Charonne.

Le monument a été inauguré le 6 octobre 2011 en présence de 300 personnes, dont Bertrand Delanoë, maire de Paris, le fils du commissaire de police Roger Gavoury tué à Alger, et Delphine Renard victime d'un attentat de l'OAS visant André Malraux. 

« L'OAS, c'est une organisation terroriste, c'est une organisation criminelle qui a voulu détruire la République. Les victimes que nous honorons aujourd'hui sont des femmes, des hommes, des enfants, des militaires, des Français et Algériens morts parce qu'une organisation a contesté et voulu abattre l'ordre démocratique »

 a rappelé Delanoë lors de la cérémonie,,.

## Caractéristiques

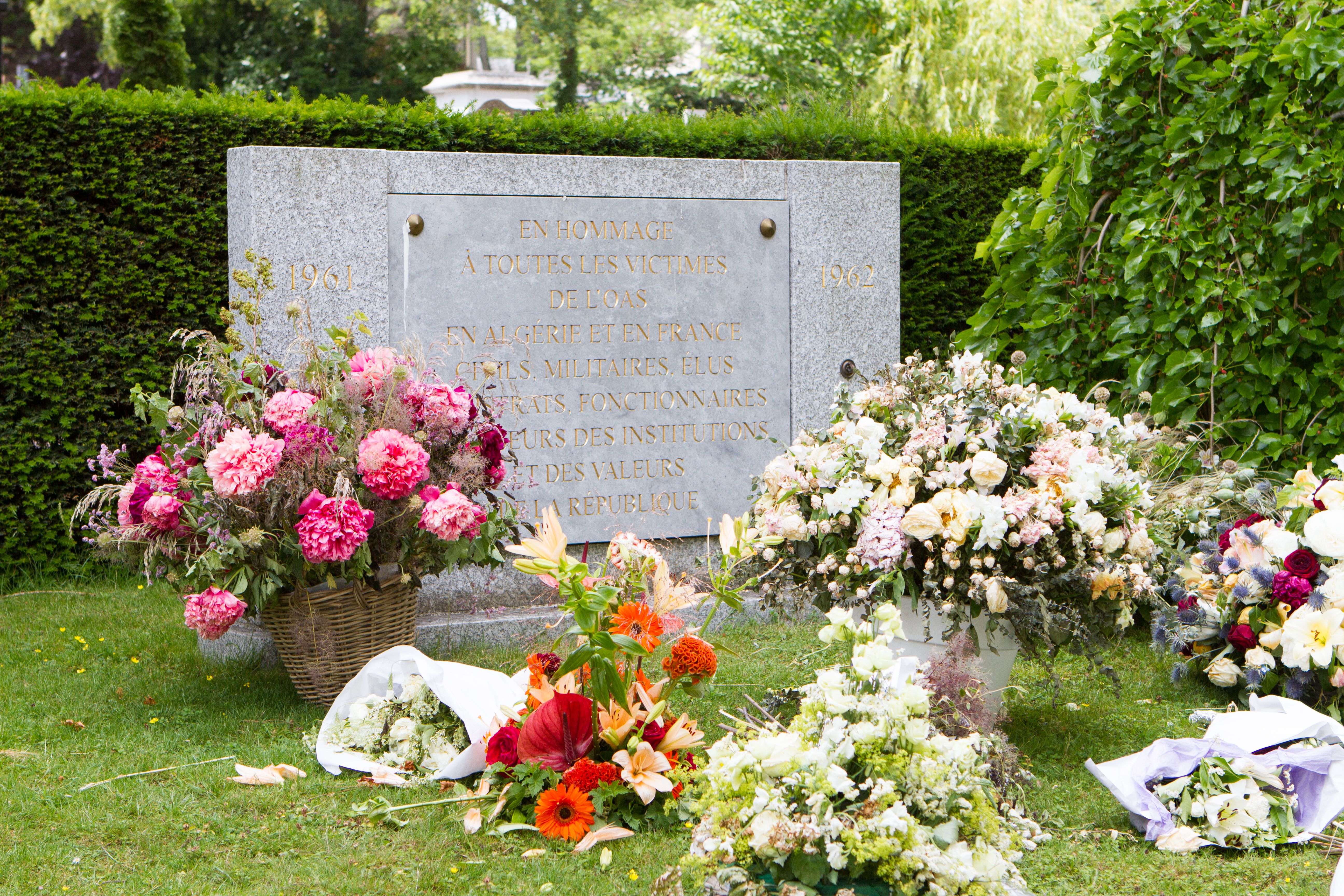
Stèle fleurie.

Le monument est composé d'une simple stèle d'une surface de 2,02 m sur 0,30 m ornée de l'épitaphe :

« 1961-1962
En hommage à toutes les victimes de l'OAS en Algérie et en France. Civils, militaires, élus, magistrats, fonctionnaires, défenseurs des institutions et des valeurs de la République »

Le budget prévu pour l'édifice est de 13 472 euros.

## Localisation
La stèle est apposée dans la partie mémorielle du Père-Lachaise, non loin des mémoriaux en hommage aux victimes de la Shoah. Elle se trouve dans la 88e division du cimetière du Père-Lachaise, en bordure de l'allée des Fédérés. La stèle se trouve dans le voisinage immédiat du monument en souvenir des disparus des Abdellys lors de la guerre d'Algérie inauguré en 2015.